# 돈 스트로우드

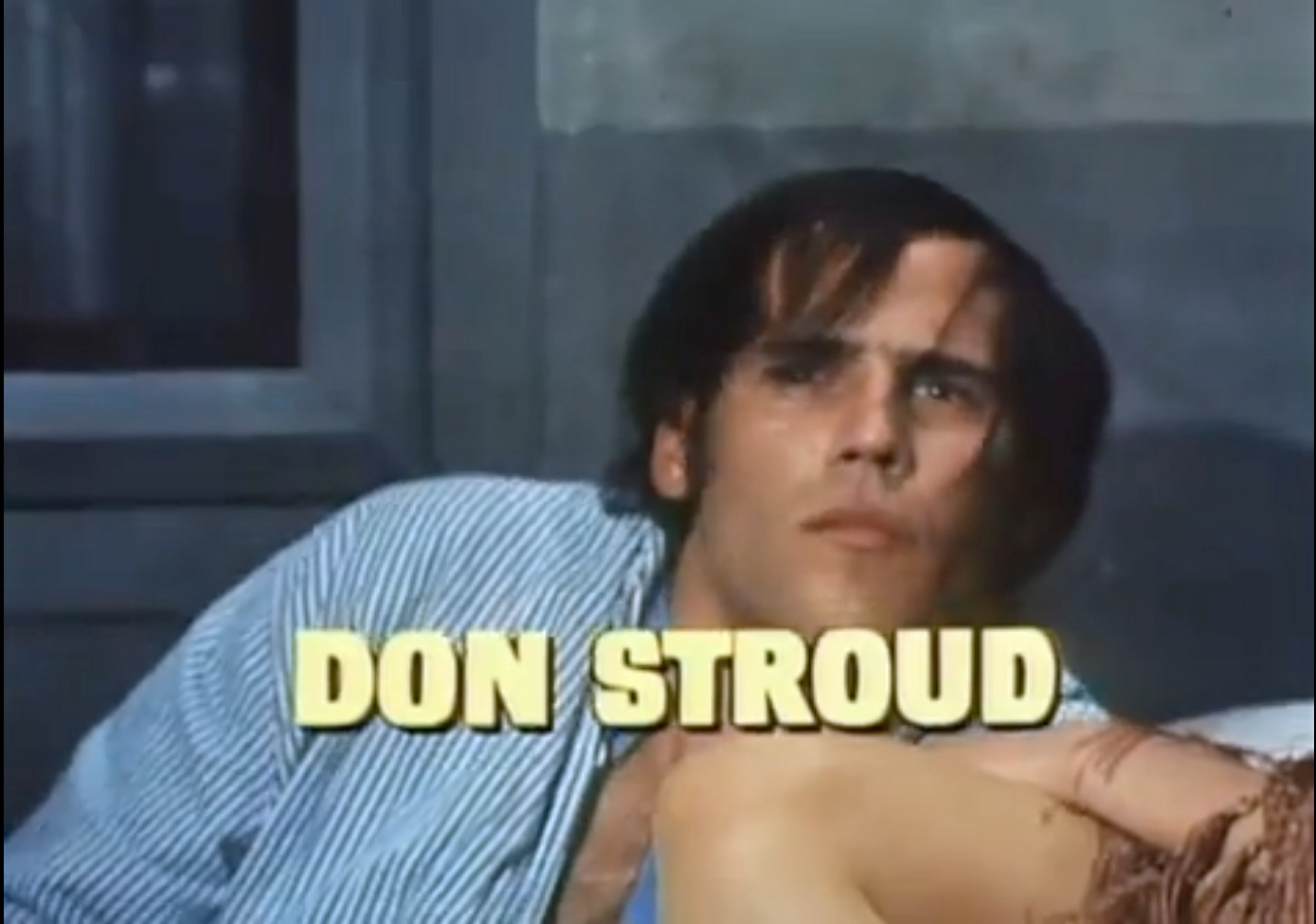

돈 스트라우드(Don Stroud, 영어 발음: /straʊd/, 1943년 9월 1일 ~ )는 미국의 배우, 각본가, 스턴트 배우이다.
호놀룰루에서 태어났다.

## 출연 작품
- 장고:분노의 추적자 (2012년) - 빌 샤프 역
- 폭풍 탈주 2 (2001년)
- 맨 인 화이트 (1998, National Lampoon's Men in White)
- 리틀 빅풋 (1997년)
- 프레디타 (1997년)
- 와일드 어드벤처 (1997년)
- 프레셔스 2049 (1996년)
- 크리미널 허트 (1995년)
- 솔저 보이 (1995년)
- 딜린저 앤 카포네 (1995년)
- 플레닛 가블린 (1995년)
- 카르노사우르 2 (1995년)
- 슬픈 카페의 노래 (1991년)
- 슬래커 (1991년)
- 살인 표적 (1991년)
- 특명 어벤저 4 - 왕중왕 (1991년)
- 보복의 카르텔 (1990년)
- 대습격 (1990년)
- 위기일발 대작전 (1990년)
- 몹 보스 (1990년)
- 우주 특명 (1989년) - 라이언 드리잭 역
- 007 살인면허 (1989년) - 헬러 역
- 위험한 탱고 (1988년)
- 무장과 위험 (1986년)
- 더 나잇 더 라이츠 웬트 아웃 인 조지아 (1981년)
- 아미티빌의 저주 (1979년)
- 버디 홀리 스토리 (1978년)
- 콰이어보이 (1977년)
- 킬러 인사이드 미 (1976년)
- 주말의 터미네이터 (1976년)
- 지옥의 신디 케이트 (1973년)
- 롤링 맨 (1972년)
- 롤링 맨 (1972년)
- 조 키드 (1972년)
- 붉은 남작 (1971년)
- 기관총 엄마 (1970년)
- 우정어린 패배 (1970년)
- 저니 투 샤일로 (1968년) - 토도 맥린 역
- 일망타진 (1968년)
- 형사 마디간 (1968년) - 휴기 역
- 발라드 오브 조시 (1967년)

### 텔레비전
- 아이언사이드 (1967-73)
- 하와이 파이브-O (1970-76)
- 닥터 웰비 (1970-73)
- FBI (1970-73)
- 딜론 보안관 (1973-74)
- 여형사 페퍼 (1974)
- 샌프란시스코 수사반 (1974)
- 특수기동대 (1975)
- 꿈꾸는 낙원 (1980-82)
- 더 폴 가이 (1981-83)
- Knots Landing (1982)
- A 특공대 (1983-85)
- 호텔 - 시리즈 (1986)